# 오리엔탈땃쥐
오리엔탈땃쥐(Crocidura orientalis)는 땃쥐과에 속하는 포유류의 일종이다. 인도네시아의 토착종이다. 서식지 감소로 위협을 받고 있다.